# Brongniartia herbacea
Brongniartia herbacea es una especie de planta perteneciente a la familia Fabaceae. El nombre alude por ser la única especie en el género, de porte francamente herbáceo.

## Clasificación y descripción
Planta herbácea perenne, erecta; raíz principal algo leñosa, hasta de 6 mm de diámetro; tallos varios partiendo de la base, algunos algo leñosos y ramificados en la parte proximal, hasta de 30 cm de alto, densamente pilosos con pelos patentes de 1 a 2 mm de largo, amarillentos; hojas imparipinnadas, estípulas oblicuamente ovadodeltoides a ligeramente cordiformes, de 8 a 14 mm de largo, de 6 a 13 mm de ancho, agudas en el ápice, truncadas y oblicuamente cordadas en la base, palmadamente 5-7-nervadas, glabras en ambas superficies, rara vez esparcidamente pilosas en el envés, el margen densamente piloso, pecíolo delgado, de (9)11 a 13 mm de largo, raquis de (7)11 a 31 mm de largo, estipelas de 1 a 1,5 mm de largo, setáceas, pilosas, folíolos (5)7 a 9(11), los laterales opuestos, elípticos a ovados, a veces casi orbiculares, de (4)6 a 9(10) mm de largo, de (2)3 a 6 mm de ancho, el folíolo terminal de 8 a 13 mm de largo, de 6 a 8 mm de ancho, agudos a redondeados y mucronulados en el ápice, redondeados a truncados en la base, con venación reticulada prominente en el envés, glabros en ambas superficies, rara vez esparcidamente pilosos en el envés, el margen densamente piloso, de textura membranácea, peciólulos de ca, 1 mm de largo; flores generalmente solitarias, rara vez dos, en las axilas de las hojas superiores, a menudo llegando a formar ramas racemiformes con las hojas (al menos en la antesis) diminutas en sus porciones terminales, pedúnculos de 6 a 10 mm de largo, glabros, brácteas triangulares, de 1,5 a 2 mm de largo, parcialmente envolventes en la base, con un mechón de pelos en el ápice, bractéolas ausentes; hipantio cónico, de 2,5 a 4 mm de largo, de 2 a 4 mm de ancho, glabro, cáliz anchamente campanulado, marcescente, de 7 a 11 mm de largo, tubo de 2,5 a 4 mm de largo del lado abaxial, de 5,5 a 6,5 mm del lado adaxial, los dientes abaxiales de 4,5 a 7 mm de largo, los adaxiales de 2 a 2,5 mm de largo, todo el cáliz glabro externamente, excepto el ápice de algunos dientes con un mechón de pelos cortos; corola rojo oscuro a morada, estandarte suborbicular o muy anchamente ovado, con una mancha amarilla en el centro, en la antesis formando un ángulo de 90° respecto al pedúnculo floral, de 12 a 14 mm de largo y de 15 a 18 mm de ancho, emarginado en el ápice, truncado en la base, la uña de 2 a 2,5 mm de largo, alas oblicuamente elípticas, de 11 a 14 mm de largo, de 7 a 8,5 mm de ancho, la uña de 2,5 a 3 mm de largo, auriculadas del lado interno, los pétalos de la quilla oblicuamente obovados, de 10 a 12 mm de largo, de 6,5 a 7 mm de ancho, fusionados en la porción superior y libres en el ápice y en la base, la uña de 2,5 a 3,5 mm de largo, auriculados del lado interno; androceo de 15 a 17,5 mm de largo, glabro, el tubo de 9 a 11 mm de largo, la parte libre de los filamentos de 6 a 6,5 mm de largo, el estambre libre de 12 a 13 mm de largo, anteras oblongas, de 1 a 1,5 mm de largo; ovario de 4 a 5,5 mm de largo y 1 mm de ancho, glabro, estipitado, estípite de ca, 1,5 mm de largo, estilo de ca, 9 mm de largo, glabro, estigma capitelado; fruto maduro desconocido, fruto tierno cortamente estipitado, cuerpo angostamente obovado, de 17 a 20 mm de largo y de 8 a 9 mm de ancho, aplanado dorsoventralmente, glabro, sin ala.

## Distribución
México, Michoacán, municipio de La Piedad, El Jagüey.

## Hábitat
Altitud 1700 m s. n. m., matorral subtropical perturbado.

## Estado de conservación
Más de la tercera parte de los representantes conocidos de este grupo son microendemismos, encontrados solo en la localidad tipo y a veces en sitios inmediatamente contiguos. La especie se conoce sólo de la localidad tipo, donde se registra como abundante.